# Cardiowave
Cardiowave — украинский независимый музыкальный лейбл.

## История
Музыкальный лейбл Cardiowave основан в 2005 году. Миссией лейбла стала поддержка талантливых независимых музыкантов, организация концертов и фестивалей, выпуск музыкальных альбомов. Сообщество музыкантов и людей, близких к лейблу, сформировалось в Одессе вокруг радиопередачи Атмосфера, которая с 1996 года выходит на Просто Ради. О. Её создатели — Дмитрий Веков (автор и ведущий) и Сергей Ломановский (звукорежиссёр) стояли у истоков лейбла. Помимо них, его работой занимается Владислав Мицовский.

## Название
Словосочетание «cardiowave» («волна, идущая от сердца») было придумано участниками группы Flëur для того, чтобы охарактеризовать собственный музыкальный стиль. Это определение применимо к музыке, различной по стилю и настроению, но прежде всего создаваемой искренне и от души.

## Фестиваль «Интерференция»
При поддержке лейбла Cardiowave с момента его основания проводились концерты групп лейбла и дружественных музыкальных коллективов, музыкальные вечера. С 22 по 24 августа 2008 года в Одессе прошёл первый фестиваль Интерференция. За ним последовали фестивали в Санкт-Петербурге и Москве. По итогам фестиваля в 2008 году был выпущен сборник «Интерференция».
В 2009 году фестиваль «Интерференция» прошёл с 21 по 24 августа: первые 2 дня в одесском клубе Выход, завершающие 2 дня — в Ильичёвске. 22 ноября фестиваль «Интерференция-2009» состоялся в Москве в клубе Ikra.
В 2010 году «Интерференция» проходила с 26 по 28 августа в Одессе в клубах «Выход» и «ШУZZ», а в 2011 году с 19 по 21 августа в Одессе в летнем клубе у моря «Остров сокровищ».